# Anatoli Krikun
Anatoli Krikun (Tartu, 24 maart 1948) is een gepensioneerde Estisch professioneel basketbalspeler die uitkwam voor het nationale team van de Sovjet-Unie.

## Carrière
Krikun speelde zijn gehele carrière van 1967 tot 1974 voor TRÜ Tartu. In 1975 stapthij over naar Kalev Tallinn. In 1978 verhuisd hij naar Tallinna Standard. In 1986 stopt hij met basketbal. Met de Estische SSR werd hij tweede om het Landskampioenschap van de Sovjet-Unie in 1967. Met het nationale team van de Sovjet-Unie won hij brons op de Olympische Spelen in 1968. Op de Wereldkampioenschappen won hij brons in 1970. Op de Europese Kampioenschappen won hij goud in 1967.
Sinds 1991 woont en werkt Krikun in Finland. Geeft les in lichamelijke opvoeding aan het Business College.

## Erelijst
- Landskampioen Sovjet-Unie:
  - Tweede: 1967
- Olympische Spelen:
  - Brons: 1968
- Wereldkampioenschap:
  - Brons: 1970
- Europees Kampioenschap: 1
  - Goud: 1967